# Ctenus schneideri
Ctenus schneideri är en spindelart som beskrevs av Embrik Strand 1906. Ctenus schneideri ingår i släktet Ctenus och familjen Ctenidae. Inga underarter finns listade i Catalogue of Life.